# 프로드러그
프로드러그(prodrug)는 섭취 후 약리학적 활성 약물로 대사되는(즉, 체내에서 전환되는) 약리학적으로 비활성인 약물 또는 화합물이다. 약물을 직접 투여하는 대신 해당 프로드러그를 사용하여 약물의 흡수, 분포, 대사 및 배설(ADME) 방식을 개선할 수 있다.
프로드러그는 종종 약물 자체가 위장관에서 잘 흡수되지 않을 때 생체 이용률을 향상시키도록 설계된다. 프로드러그는 약물이 의도한 표적이 아닌 세포 또는 과정과 선택적으로 상호작용하는 방식을 개선하는 데 사용될 수 있다. 이는 약물의 부작용이나 의도하지 않은 효과를 줄여준다. 이는 의도하지 않고 바람직하지 않은 심각한 부작용을 일으킬 수 있는 화학요법과 같은 치료에서 특히 중요하다.

## 같이 보기
- 전구체